# Am486

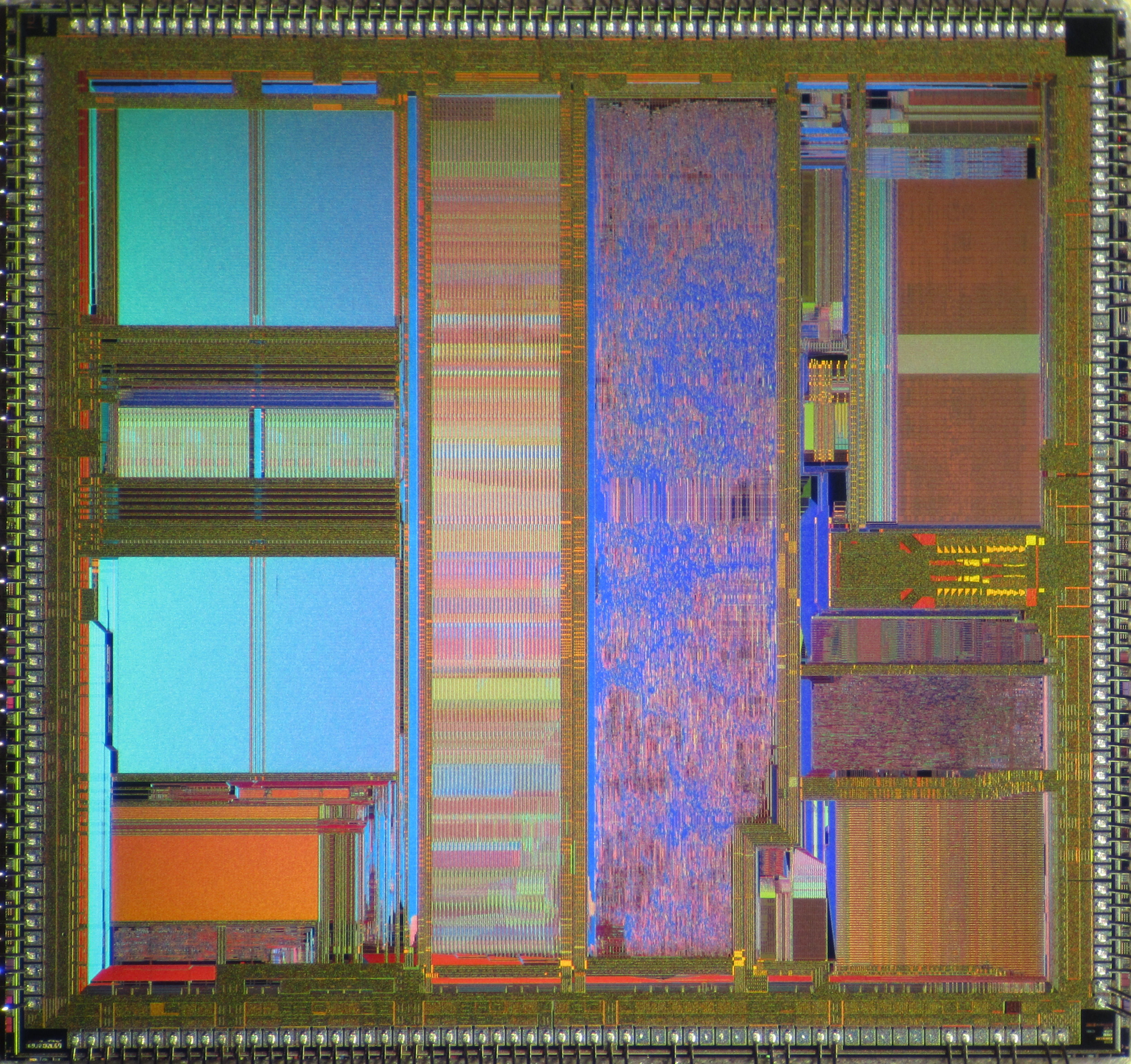
AMD Am486 DX2-66 lapka

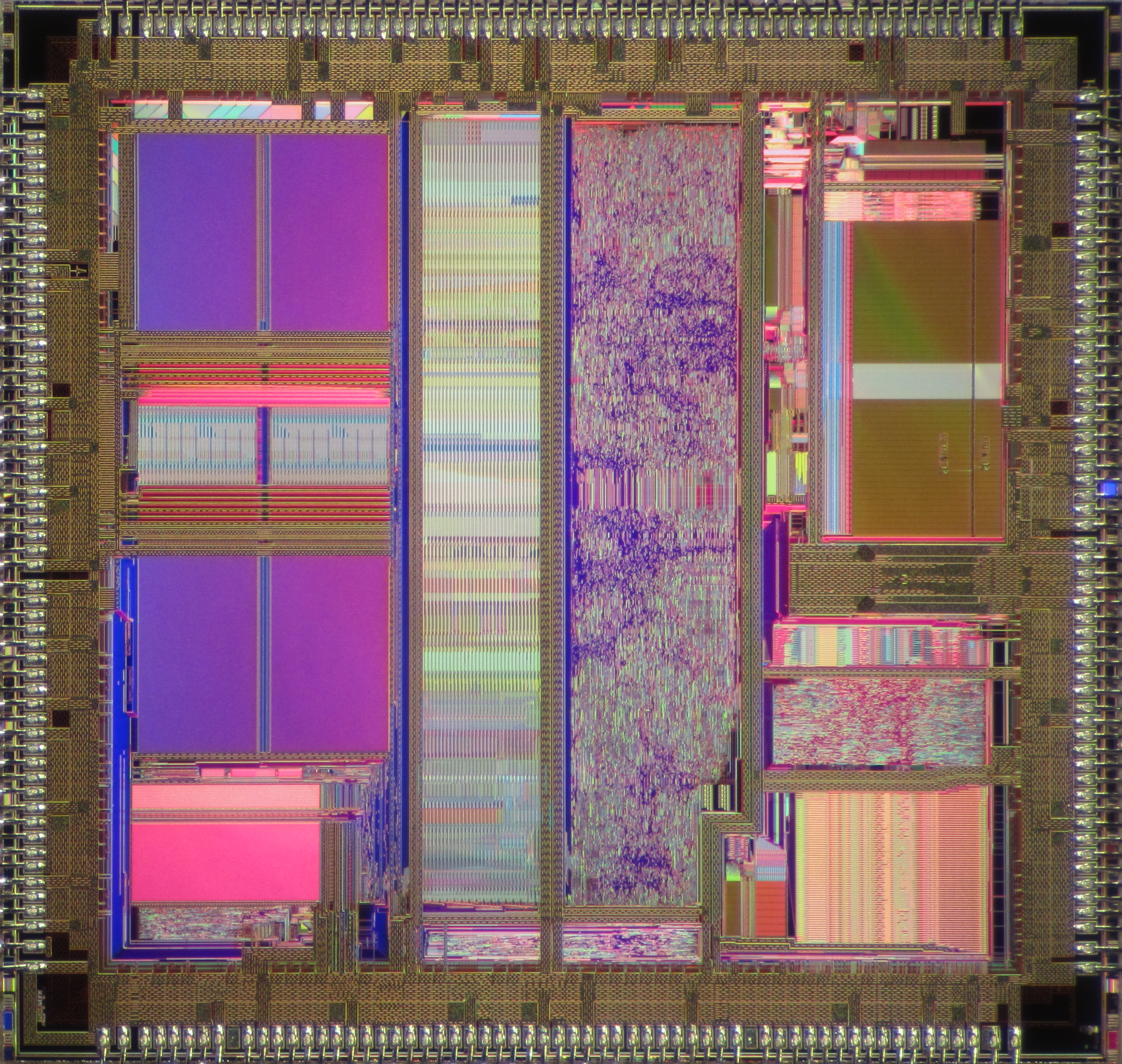
AMD Enhanced Am486 DX4-120 lapka

Az Am486 az AMD által az 1990-es években gyártott 80486-kompatibilis, 32 bites processzorcsalád; az AMD utolsó x86-os klónja.
Az AMD a 486-osokat két eltérő változatban készítette – az első változatban Intel mikrokód szerepelt, a második változatban ezt az AMD lecserélte saját fejlesztésű mikrokódjára, mivel az előbbi jogi problémákat okozott. A 486 jelöléssel ellátott processzorok mellett az AMD egy 5x86 jelölésű modellt is megjelentetett, amely egy négyszeres órajelszorzóval ellátott 486-os volt. Ez 133 MHz-es órajelen fut, a 486-os alaplapokkal kompatibilis, de teljesítménye megfelel a 75 MHz-es Pentiuménak.

## Piaci helyzet
Az Intel több mint négy éven át megelőzte az AMD-t a piaci eladásokban, de az AMD a 40 MHz-es 486 processzorok árát az Intel 33 MHz-es processzorának megfelelő szintre, majd az alá csökkentette, 20%-kal jobb teljesítményt kínálva ugyanazon az áron.
Míg a konkurens 486 processzorok, mint például a Cyrix processzorai, gyengébb teljesítményt nyújtottak a nekik megfelelő Intel csipeknél, addig az AMD 486-osa elérte az Intel teljesítményét, ugyanazon órajelen.
Az Am386 processzort elsősorban a kisebb számítógépgyártók használták fel, az Am486DX, DX2 és SX2 csipek 1994-től kezdve elfogadottá váltak a nagyobb gyártók, többek között az Acer és a Compaq, köreiben is.

## Teljesítmény, jellemzők
Az AMD magasabb órajelű 486-os csipjei jobb teljesítményt nyújtottak még az Intel korai Pentium csipjeinél is, különösen a 60 és 66 MHz-es órajellel kibocsájtott sorozatok. Az azonos órajelű, egyenértékű Intel 80486DX4 csipek ára magas volt és egy kisebb módosítást igényeltek a processzorfoglalatban, a kompatibilis AMD csipek viszont olcsóbbak voltak. Az Intel DX4 csipek eleinte kétszer akkora gyorsítótárat tartalmaztak, mint az AMD csipek, ezzel egy jobb teljesítményt nyújtottak azoknál, viszont az AMD DX4-100 modellje olcsóbb volt, mint az Intel DX2-66.
A javított tulajdonságú Am486 sorozat újabb funkciókat kapott, ilyenek az energiatakarékos üzemmód és a 8 KiB-os visszaíró rendszerű L1 gyorsítótár, a későbbi verziókban ezt ráadásul a kétszeresére, 16 KiB-ra növelték.
A 133 MHz-es AMD Am5x86 egy magasabb órajelű javított Am486 volt.

## Am486 modellek
| Modell                 | FSB    | órajel  | VCore      | L1 gyorsítótár | megjelenés |
| ---------------------- | ------ | ------- | ---------- | -------------- | ---------- |
| Am486 DX-25            | 25 MHz | 25 MHz  | 5 V        | 8 KiB WT       |            |
| Am486 DX-33            | 33 MHz | 33 MHz  | 5 V        | 8 KiB WT       |            |
| Am486 DX-40            | 40 MHz | 40 MHz  | 5 V        | 8 KiB WT       | 1993 ápr.  |
| Am486 SX-33            | 33 MHz | 33 MHz  | 5 V        | 8 KiB WT       |            |
| Am486 SX-40            | 40 MHz | 40 MHz  | 5 V        | 8 KiB WT       |            |
| Am486 DE2-66           | 33 MHz | 66 MHz  | 3 V        | 8 KiB WT       | 1996 (?)   |
| Am486 DX2-50           | 25 MHz | 50 MHz  | 5 V        | 8 KiB WT       | 1993 ápr.  |
| Am486 DX2-66           | 33 MHz | 66 MHz  | 5/3,3 V    | 8 KiB WT       |            |
| Am486 DX2-80           | 40 MHz | 80 MHz  | 5/3,3 V    | 8 KiB WT       |            |
| Am486 SX2-50           | 25 MHz | 50 MHz  | 5 V        | 8 KiB WT       |            |
| Am486 SX2-66           | 33 MHz | 66 MHz  | 5 V        | 8 KiB WT       | 1994       |
| Am486 DX4-75           | 25 MHz | 75 MHz  | 3,3 V      | 8 KiB WT       |            |
| Am486 DX4-100          | 33 MHz | 100 MHz | 3 V        | 8 KiB WT       | 1995       |
| Am486 DX4-120          | 40 MHz | 120 MHz | 3,3 V      | 8 KiB WT       |            |
| javított Am486 DX2-66  | 33 MHz | 66 MHz  | 3,3/3,45 V | 8/16 KiB WB    |            |
| javított Am486 DX2-80  | 40 MHz | 80 MHz  | 3,3/3,45 V | 8 KiB WB       |            |
| javított Am486 DX4-75  | 25 MHz | 75 MHz  | 3,3/3,45 V | 8 KiB WB       |            |
| javított Am486 DX4-100 | 33 MHz | 100 MHz | 3,3/3,45 V | 8/16 KiB WB    |            |
| javított Am486 DX4-120 | 40 MHz | 120 MHz | 3,3/3,45 V | 8/16 KiB WB    |            |

WT = Write-Through, átíró stratégia, WB = Write-Back, visszaíró stratégia

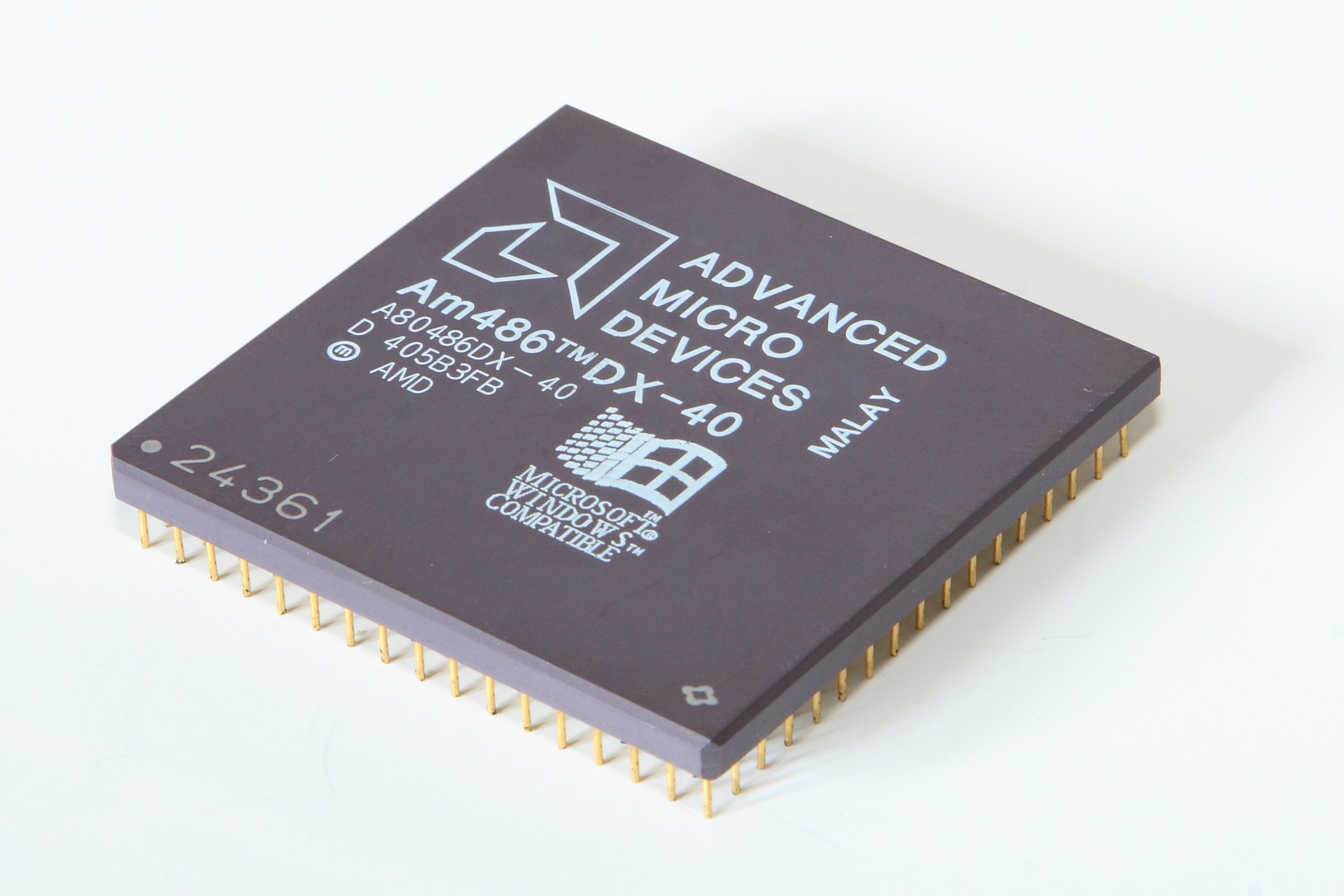
AMD Am486DX 40 MHz
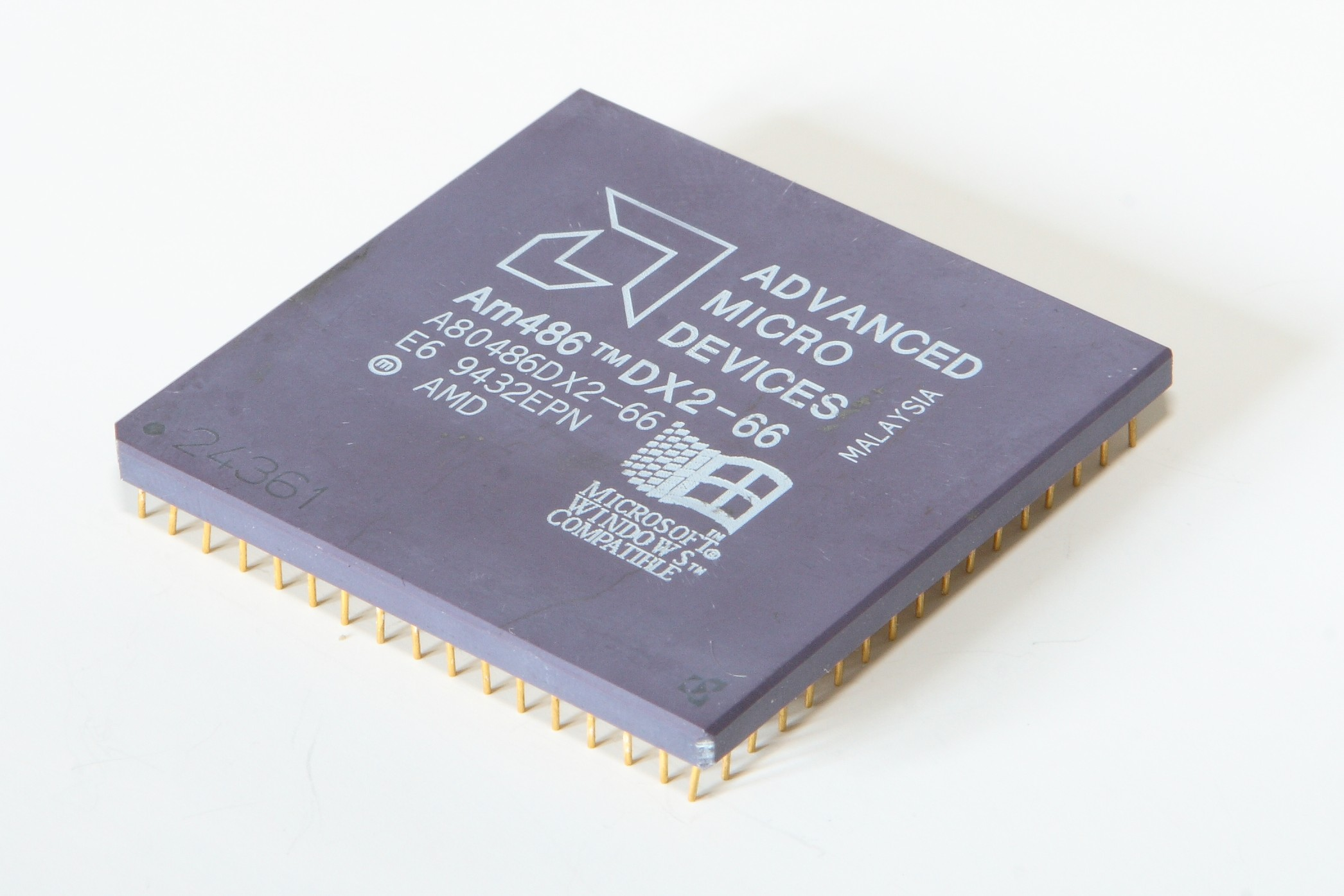
AMD Am486DX2 66 MHz
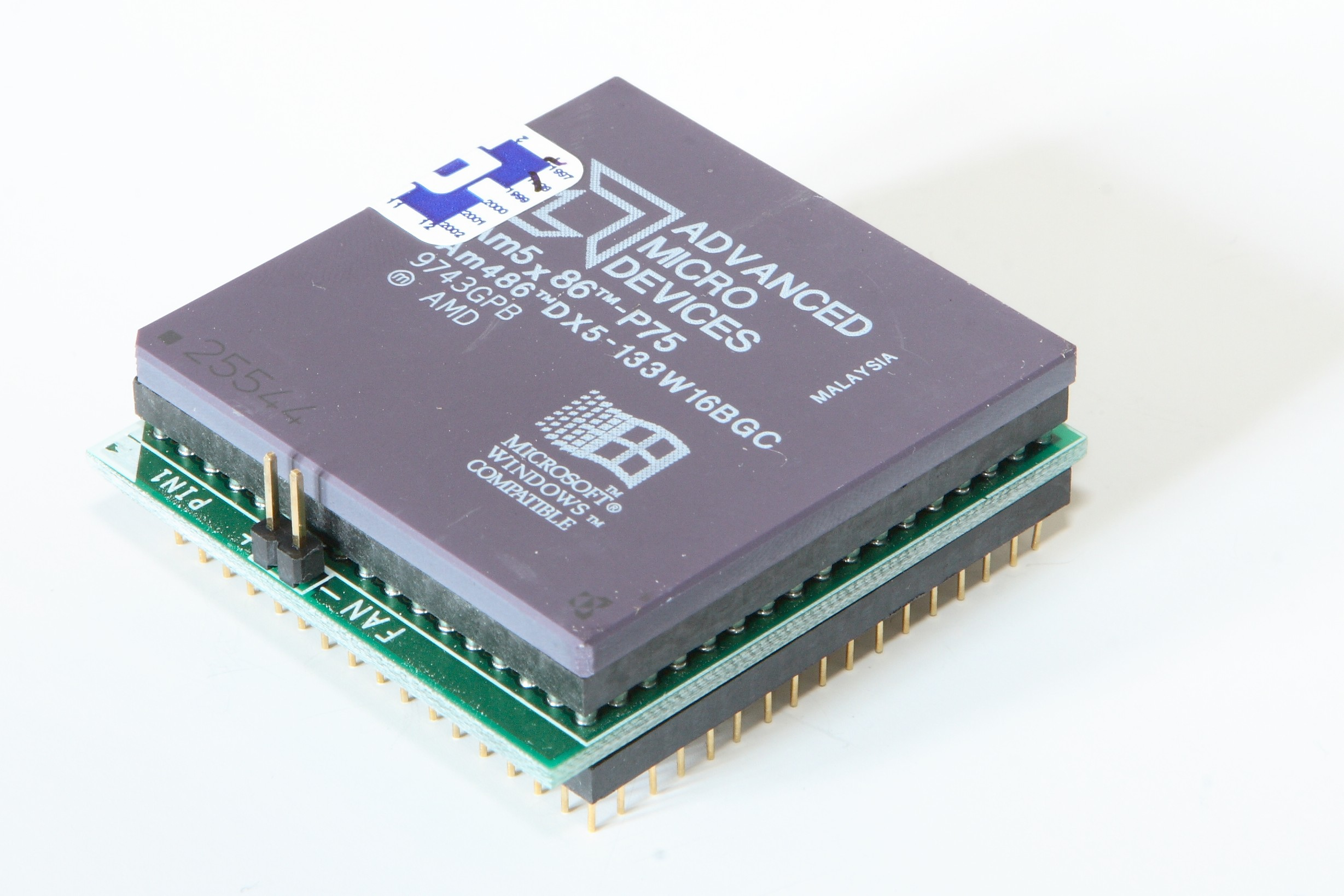
AMD Am5x86-P75
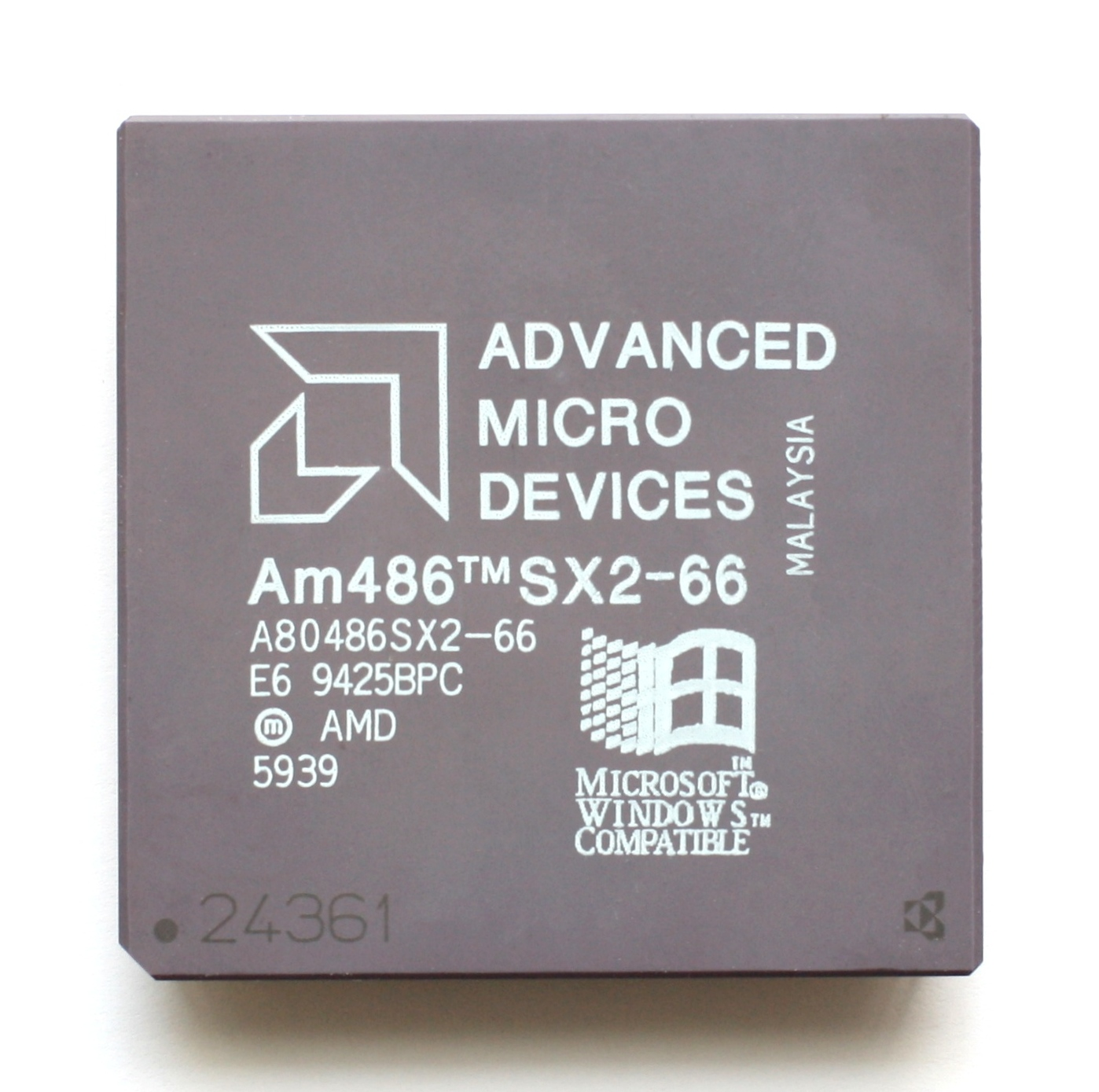
Am486SX2-66
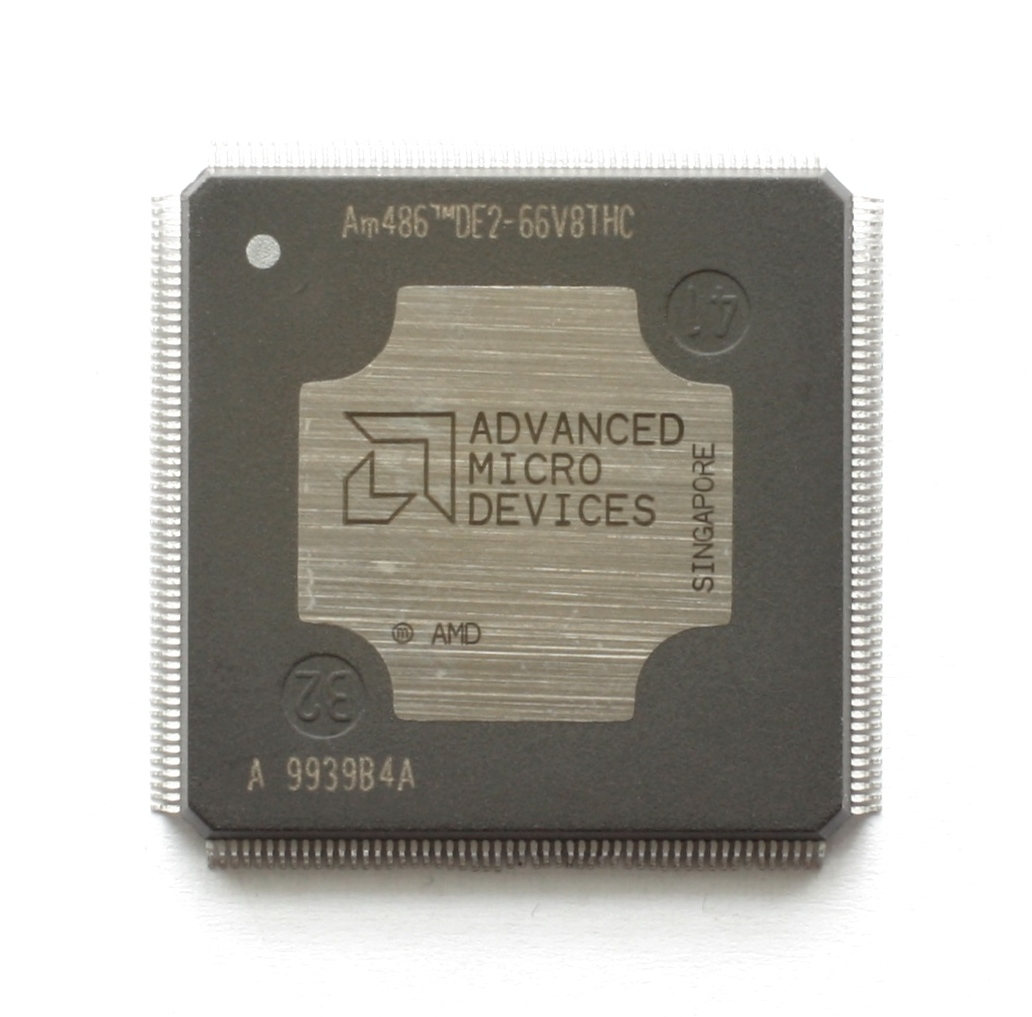
Am486DE2-66 fogyasztásvezérléssel, beágyazott rendszerek számára

## Fordítás
Ez a szócikk részben vagy egészben  az   Am486 című angol Wikipédia-szócikk ezen változatának fordításán alapul.  Az eredeti cikk szerkesztőit annak laptörténete sorolja fel. Ez a jelzés csupán a megfogalmazás eredetét és a szerzői jogokat jelzi, nem szolgál a cikkben szereplő információk forrásmegjelöléseként.